# Теокист Вријеније
Теокист Вријеније (грчки: Θεόκτιστος Βρυέννιος) је био византијски војсковођа и стратег Пелопонеза, познат по гушењу словенског устанка 842. године.

## Биографија
Теокист је припадао знаменитој византијској породици Вријенија. Титулу протоспатара носио је током царевања Теофила и његовог савладара (касније и наследника) Михаила. Словени пелопонеске теме су 842. године подигли устанак против византијске власти вршећи пљачкања, заробљавања и крађе. Податке о устанку оставио је цар Константин Порфирогенит у свом делу „Спис о народима”. Претпоставља се да су пад Крита у руке Арабљана и устанак Томе Словена омогућили Словенима да се одметну. На устанике је послат протоспатар Вријеније. Предводио је војску из Тракије, Македоније и других западних тема. Са том војном силом, Вријеније је покорио сва словенска племена сем Језерита и Милинга који су ратовали у близини Лакедемоније и Хелоса, око планине Тајгет. Након што је покорио и последња два словенска племена, Вријеније им је одредио данак. Милинзи су плаћали 60 номизми, а Језерити 300 номизми. Немачки византолог Хопф објашњава ову велику разлику тиме што су Језерити живели на знатно плоднијем земљишту. Касније, током царевања Романа Лакапина, Језерити и Милинзи ће поново подићи устанак. Након гушења устанка, стратег Кринит Аротрас повећаће данак. Оба словенска племена тада ће плаћати 600 номизми данка.